# California (genre)
Pour les articles homonymes, voir California.
Genre
California est un genre de plantes de la famille des Géraniacées.
Il ne comporte qu'une seule espèce, California macrophylla, une petite plante annuelle originaire du sud-ouest des États-Unis et du nord du Mexique.